# کاهش ناراساکا–پراساد
کاهش ناراساکا-پراساد (به انگلیسی: Narasaka–Prasad reduction)، که گاهی اوقات به صورت ساده کاهش ناراساکا نامیده می‌شود، یک کاهش دیاستریومر گزین از کتون‌های بتا-هیدروکسی به سین-دی‌الکل‌های مربوطه است. این واکنش از یک عامل شلاته‌کننده بور دار مانند BBu۲OMe و یک عامل کاهنده، معمولاً سدیم بوروهیدرید استفاده می‌کند. این واکنش نخستین بار توسط ناراساکا در سال ۱۹۸۴ کشف شد.

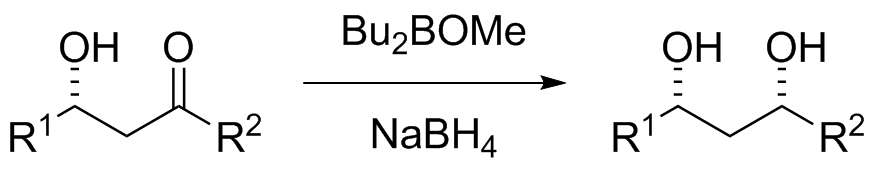
طرح کلی کاهش ناراساکا–پراساد

کاهش ناراساکا–پراساد در بسیاری از منابع علمی برای سنتزهای جامع برخی ترکیبات، مانند دیسکودرمولید استفاده شده‌است.

## همچنین ببینید
- واکنش ایوانز–تیشچنکو